# Bitka za Arnhem
Bitka za Arnhem, odvila se u sklopu operacije Market Garden, a cilj joj je bio zauzimanje mosta u Arnhemu.
Nijemci su polovicom rujna 1944. zaustavili Saveznike na Siegfriedovoj liniji, duž Mosellea, Meuse i kanala Meuse-Sheldt. Neorganizirana veze, koje su se rastegle na preko 400 km, izazvale su velike teškoće u opskrbi savezničkih vojski, naročito pogonskim gorivom i streljivom. Bez snaga i sredstava za nastavak ofenzive na Zapadnom bojištu, savezničko Vrhovno zapovjedništvo odlučilo je 10. rujna 1944. da napredovanje nastavi samo britanska 2. armija u Nizozemskoj, uz suradnju zrakoplovno-desantnih snaga, s time da njezine bokove štite aktivnim djelovanjem 1. američka i 1. kanadska armija. Operaciju bi pripremila, potpomagala i podržavala skoro sve savezničko strateško i taktičko zrakoplovstvo, a transportni zrakoplovi bili bi upotrebljeni za prebacivanje i opskrbu zračno-desantnih snaga.

## Saveznički plan vojnog djelovanja u operaciji Market Garden
Planom (Market-Garden) predviđeno je da 1. zračno-desantna armija (1. britanska, 82. i 101. američka zračno-desantna divizija (zdd) te Poljska padobranska brigada), pod zapovjedništvom generala Frederick Browninga, izvrši desant 17. rujna 1944. (D) radi zauzimanja mostova na kanalima i rijekama duž glavnog puta: Eindhoven — Grave — Nijmegen — Arnhem kako bi se omogućilo 2. britanskoj armiji (5 i pol pješačkih divizija (pd) i 3 i pol oklopne divizije (okl. d), generala Milesa Dempseyja, da brzo prodru sjeverno od Rajne.
Zračno-desantnih snage spuštale bi se od 17. do 19. rujna u nekoliko valova: 1. zdd i Poljska padobranska brigada (pad. br) kod Arnhema, 82. zdd od Nijmegena do Gravea, a 101. zdd od Gravea do Eindhovena. Čim budu uređene zračne luke za slijetanje transportnih zrakoplova, 52. pd (osposobljena za zračni transport) spustila bi se sjeverno od Arnhema. Kroz ovaj koridor zračno-desantnih trupa 2. armija bi u roku od tri dana (D + 2) izbila do Arnhema s 30. korpusom (Gardijska oklopna divizija, 43. i 50. pd i 8. oklopna brigada (okl. br) na centru, 8. korpusom (11. okl. d, 3. pd i belgijska padobranska brigada) na desnom i 12. korpusom (7. okl. d, 15. i 53. pd) na lijevom krilu. Poslije toga, trebalo je napredovati do Zuiderzeea i rijeke IJssel, zatim usmjeriti pravac napada prema istoku kako bi se zauzeo mostobran na istočnoj obali IJsela. Tamo su se trebale izvršiti pripreme za daljnje nastupanje prema istoku do linije: Hamm — Münster — Osnabück — Rajna s težištem na desnom krilu, radi obuhvata Rura sa sjevera i istoka.

## Njemački plan obrane
Obavješteni o predstojećem savezničkom napredovanju, Nijemci su naročitu pažnju posvetili organizaciji obrane u Nizozemskoj. Formirana je 1. padobranska armija, pod zapovjedništvom generala Kurta Studenta, koja je između 10. i 17. rujna pojačana na oko 7 slabih divizija, dobila je zadatak da održava obranu na mnogobrojnim kanalima i rijekama u Nizozemskoj. Za izvršenje protunapada u pričuvi su ostavljeni 2. SS korpus (9. i 10. SS okl. d) grupiran je u području Arnhem — Deventer — Apeldoorn, i Feldkor (84. u 406. pd)  na rijeci Meuse od Reichswalda do Venloa.

## Pripremna faza Saveznika
U zračnim pripremama Saveznika u koje su trajale 5 dan (11. – 16. rujna) sudjelovala je cjelokupno bombardersko zrakoplovstvo (4,700 teških i 6,000 srednjih zrakoplova). Bačeno je preko 13,000 t bombi na prometne objekte na Rajnskom i Rurskom području. Od 16. rujna težište zračnih napada preneseno je na zračne luke, radi neutraliziranja njemačkog zrakoplovstva, u čemu su postignuti dobri rezultati, a sutradan neposredno pred početak desanta, 1,134 teška bombardera napala su protuzračne (pz) položaje duž pravca leta zračno-desantnog konvoja. U isto vrijeme je 212 zrakoplova taktičkog zrakoplovstva podržavalo napad 2. armije, djelujući naročito na pz položaje. Od 4,600 savezničkih zrakoplova svih vrsta, koliko je tog dana sudjelovalo u borbama, izgubljena su 73 (1,6%).

## Tijek vojnog djelovanja i posljedice

### 17. rujna
Zračno-desantni konvoj od 1,546 transportna zrakoplova i 478 jedrilica, u pratnji 1,240 lovaca, krenuo je 17. rujna prije podne iz s vojnih zračnih luka u Velikoj Britaniji noseći prve ešalone: 1., 82. i 101. zdd. Slabo njemačko zrakoplovstvo nije pružala otpor, dok je protuzračna obrana (pzo) oborila 35zrakoplova i 13 jedrilica. Osim toga, na putu je izgubljeno još 46 jedrilica. Spuštanje prvih valova započelo je u 13h.

#### Područje Arnhema
Prva zdd spustila je 1. padobransku br i dio Jedriličarske brigade na određene zone 8–13 km zapadno od Arnhema. Poslije spuštanja, Jedriličarska br zadržana je radi obrane zone spuštanja, a 1. padobranska br (3 bojne) krenula je u pravcu Arnhema radi zauzimanja mostova. Zbog jakog otpora SS postrojbi i dijelova njemačke 9, okl. d samo se 2. bojna uspjela probiti u Arnhem u kome je do mraka zauzeo sjeverni dio mosta. Ostatak bojne Nijemci su zadržali kod Oosterbeeka. Na kraju dana je brit. 1. zdd razdvojena u 4 grupe vodila teške borbe.

#### Zauzimanje mostova na ostatku područja napada
Prvi valovi 82. zdd zauzeli su most na Meuse kod Gravea, dva mosta na kanalu Meuse-Waal i uzvišenje kod Groesbeeka, 6 km južno od Nijmegena, ali nisu uspeli zauzeti most u gradu. Četiri mosta kod Veghela i most kod Sint-Oedenrodea zauzela je 101. vdd, ali nije mogla prodrijeti do Eindhoven, jer su Nijemci srušili most kod Sona. Za to vrijeme je 2. armija prešla u napad. Poslije vatrene pripreme s 400 topova i oko 100 lovaca bombardera, 30. korpus započeo je napad u 14:35h, s Gardijskom okl. d u prvom ešalonu. Pošto je zemlja pored puta bila mekana i močvarna, Gardijska okl. d napadala je putem za Ajnthoven. Naišavši na jak otpor, u toku dana napredovala je samo 10 km. Krilni korpusi (8. i 12.) vršili se tek pripreme za sutrašnji napad.

### 18. rujna

#### Napredovanje prema Arnhemu
Pojačane drugim ešalonom, zračno-desantne snage su idućeg dana (D+1) nastavile borbe za širenje koridora: 1. zdd uputila je prema mostu samo 2 bojne, koje se nisu uspjele probiti u Arnhem 82. zdd odbila je sve njemačke protunapade, ali nije uspela zauzeti mostove u Nijmegenu. 101. zdd proširila je klin do Eindhovena i uhvatila vezu s Gardijskom okl. d, koja je ponovo napredovala samo 10 km. Istog dana prešli su u napad 8. i 12. k, ali nisu odmakli od početnih položaja.

### 19. rujna

#### Odbijanje njemačkih napada na Arnhem
Zračno-desantne divizije nastavile su 19. rujna (D+2) teške borbe odbijajući snažne njemačke napade na mostobran kod Arnhema i na bokove zračno-desantnog koridora. Loše vrijeme onemogućilo je podršku savezničkog zrakoplovstva i prebacivanje Poljske pad. br, tako da nije bilo moguće pomoći 1. zdd, koja u vrlo teškoj situaciji nije bila u stanju pojačati usamljenu bojnu na mostu u Arnhemu. U međuvremenu je 2. armija nastavila napad. Gardijska okl. d nije uspjela zauzeti Nijmegen a 8. i 12. k uspeli su napredovati svega oko 10 km.

### 20. rujna

#### Pokušaji osiguravanja mostova i slom savezničke obrane
Svi napori 20. rujna (D+3) da se pomogne 1. vdd ostali su bezuspješni, pošto je loše vrijeme spriječilo prebacivanje Poljske pad. br, a Gardijska okl. d nije se uspjela probiti do Rajne, izgubivši skoro cijeli dan u izravnom napadu na Najmehen. Tek kada je 594. padobranska pukovnija (pad. p) prešla Waal zapadno od grada i napadom sa sjevera oslabila njemačku obranu, Gardijska okl. d je u 18:45h zauzela Nijmegen. Istog dana njemačke oklopne snage slomile su obranu 2. pad. b na mostu u Arnhemu, dok su ostaci 1. zdd pod koncentričnim njemačkim napadima bili prisiljeni na povlačenje u šumovito područje Oosterbeeka, zadržavši ipak skelu na Rajni. Njemačke napade na bokove koridora uspješno su odbile 82. i 101. zdd, do su 8. i 12. k su slabo napredovali.

### 21. – 26. rujna

#### Zaustavljanje napredovanja Saveznika i povlačenje s područja oko Arnhema
U razdoblju od 21. do 26. rujna glavni napori brit. 2. armije bili su usmjereni na pomoć 1. zdd kod Arnhema i osiguranje prijlaza preko Rajne, no svi ti pokušaji nisu bili uspješni. Gardijska okl. d nije se uspjela preko Elsta probiti do Arnhema. Poljska pad. br (koja je spuštena 2. rujna zapadno od Elsta) i 43. pd stigle su na južnu obalu Rajne između 21. i 23. rujna, ali nisu mogle prijeći rijeku zbog jakog njemačkog otpora na desnoj obali i nedostatka prijevoznih sredstava (Nijemci su za to vrijeme odbacili 1. vdd i uništili skelu na Rajni). U narednih nekoliko noći prebačeno je preko rijeke samo oko 300 poljskih padobranaca i oko 250 britanskih vojnika. Ove snage nisu mogle doći u vezu s 1. zdd, okruženom kod Oosterbeeka na prostoru 1 x 2 km, izloženoj jakoj topničkoj vatri i snažnim tenkovskim i pješačkim napadima sa svih strana. Pošto nije bilo izgleda za pojačanje ove divizije, noću 25./26. rujna one je jurišnim čamcima prebačena na južnu obalu Rajne (svega 2,163 vojnika iz 1. zdd, 150 poljskih padobranaca i 75. brit. pješaka). Ukupni gubitci 1. zdd kod Arnhema iznosili su 1,130 mrtvih i 6,450 zarobljenih vojnika. Težak poraz koji je ova divizija pretrpjela, ne izvršivši osnovni zadatak, pripisuje se nerealnoj procjeni neprijatelja i njegovih mogućnosti. U među vremenu 8. k je 25. rujna zauzeo liniju Helmond — Gemert i lijevim krilom uhvatio vezu s 30. k kod Sint Anthonisa. Zapadno od puta Eindhoven — Nijmegen 12. k je nastavio nadiranje, ali nije uspio zauzeti Best.

### 27. – 30. rujna

#### Utvrđivanje i osiguravanje osvojenog područja od Njemačkih napada
Poslije napuštanja mostobrana kod Arnhema, u završnim operacijama od 27. do 30. rujna glavni zadatak 2. armije sveo se na osiguravanje mostobrana kod Nijmegen i učvršćenje zauzetog koridora. Međutim, Nijemci su produžili snažne napade, kako na mostobran tako i na bokove 2. armije. Pored jedinica 1. padobranske i 15. armije u ovim napadima upotrebljeni su i dijelovi 9., 116., 9. SS i 10. SS okl. d, 107. okl. br, kao i razne borbene grupe i SS jedinice. Pored toga, Nijemci su 27. rujna pokušali da sa 600 zrakoplova porušiti mostove u Nijmegenu, a kad im to nije uspjelo, uputili su noću 28./29. rujna specijalne ronioce koji su eksplozivom oštetili željeznički i cestovni most u Nijmegenu. Zahvaljujući snažnoj podršci svoga zrakoplovstva, 2. armija uspela je odbiti sve njemačke napade, održati i nešto proširi stvoreni klin, koji će kasnije znatno olakšati operacije 1. američke i 1. kanadske armije. Bojišnica se definitivno stabilizirala 30. rujna.
Arnhemski zračni desant bio je najveći dotada izveden, od 17. do 26. rujna spušteno je 34,876 ljudi, 5,227 t materijala, 1,927 vozila i 568 topničkog oružja.